# Premiul Baumgarten
Premiul Baumgarten a fost instituit de Ferenc Ferdinánd Baumgarten pe 17 octombrie 1923. A fost acordat în fiecare an din 1929 până în 1949 (cu excepția anului 1945). În perioada în care a fost acordat, el a fost cel mai prestigios premiu literar acordat în Ungaria și este considerat ca fiind echivalentul premiilor literare instituite în Ungariei în a doua jumătate a secolului al XX-lea, Premiul Attila József și Premiul Kossuth.
În conformitate cu dorința fondatorulului, acest premiu a fost acordat scriitorilor maghiari care au urmărit excelența literară fără prejudecăți. Fundația a fost administrată de un consiliu format din avocatul Lóránt Basch și scriitorul Mihály Babits (din 1941, după moartea lui Babits, de Aladár Schöpflin), care era asistat de un consiliu consultativ format din 8 membri. În perioada existenței sale, premiul a avut o importanță majoră în dezvoltarea literaturii maghiare.
El a fost acordat, printre alții, următorilor scriitori: Valéria Dienes (1934), József Erdélyi (1929, 1931, 1933), Andor Endre Gelléri (1932, 1934), Gyula Illyés (de patru ori), Zoltán Jékely (1939), Gyula Juhász (1929, 1930, 1931), Géza Képes (1943, 1949), Ágnes Nemes Nagy (1946), László Cs. Szabó (1936), Lőrinc Szabó (1932, 1937, 1944), Zoltán Zelk (1947), Antal Szerb, Miklós Radnóti, Miklós Szentkuthy, Sándor Weöres, Győző Csorba, Áron Tamási (de trei ori), Albert Wass, Emil Kolozsvári Grandpierre, Attila József (postum), Károly Kerényi, János Pilinszky, Józsi Jenő Tersánszky (de patru ori), Tibor Déry, Pál Szabó, Lajos Fülep,  Gábor Devecseri, László Németh, Lajos Nagy (de trei ori), Magda Szabó (revocat).

### Citări
1. 1 2 3  Tezla 1970, p. 698.
2. 1 2  Encyclopædia Britannica 2015.
3. ↑  Tezla 1970, p. 147.
4. ↑  Tezla 1970, p. 184.
5. ↑  Tezla 1970, p. 226.
6. ↑  Tezla 1970, p. 236.
7. ↑  Tezla 1970, p. 270.
8. ↑  Tezla 1970, p. 316.
9. ↑  Tezla 1970, p. 668.
10. ↑  Tezla 1970, p. 527.
11. ↑  Tezla 1970, p. 530.
12. ↑  Tezla 1970, p. 632.